# Vexillum vulpecula
Vexillum vulpecula is een slakkensoort uit de familie Costellariidae. De wetenschappelijke naam is gepubliceerd in 1758 door Linnaeus in de tiende editie van Systema naturae.